# Gracilitarsus mirabilis
Gracilitarsus mirabilis — викопний м'ясоїдний вид кілегрудих птахів монотипової родини Gracilitarsidae. Скам'янілий скелет (голотип SMNK-Me 1085) знайдений на території кар'єру Мессель у Німеччині. Датується еоценом, віком 40-48 млн років.